# Yves Christian Fournier
Pour les articles homonymes, voir Fournier.
Yves Christian Fournier est un monteur, scénariste et réalisateur de films québécois et de publicités. Il est reconnu pour avoir gagné l'édition 1997-1998 de la Course destination monde et pour son premier long-métrage, Tout est parfait.

## Biographie
Diplômé en communications à l'UQAM, Yves Christian Fournier a d'abord travaillé comme monteur pour plusieurs réalisateurs québécois. En 1997-1998, il participe à la série télévisée la Course destination monde à la Première chaîne de Radio-Canada, en compagnie notamment de Robin Aubert et Dominic Desjardins. Au terme de la compétition, qui l'amène à tourner des courts-métrages en Tanzanie, en Ouganda, en Iran, au Liban, en Roumanie, en Hongrie, en Russie, en Inde, en Chine et au Japon, il gagne la première position ainsi que le Prix Qualité de l'image.
Après la Course, il collabore avec Robert Lepage sur le making-of de son film Mondes possibles. À partir de 2001, il consacre son temps à la réalisation de courts-métrages, de publicités et de vidéoclips. Il remporte plusieurs prix Créa (2006, 2009, 2010 et 2011) pour ses réalisations publicitaires. En 2008, il coscénarise (avec Guillaume Vigneault) et réalise son premier long-métrage, Tout est parfait, sur les thèmes du suicide et de l'adolescence. Tout est parfait se mérite plusieurs honneurs, dont le prix Claude Jutra du meilleur premier long métrage dramatique canadien.
Il tourne ensuite Noir (NWA) (en) qui sort au Canada le 2 avril 2015, avec Julie Djiézion, Salim Kechiouche, Kemy St-Eloy. En série télé, il tourne Blue Moon saisons 1 et 2 et Demain des hommes.

## Filmographie (comme réalisateur)

### Courts-métrages
- 1997 : Le Gibier
- 2001 : Sunk
- 2002 : Écoute-moi donc pas quand je te parle
- 2002 : Les Emmerdeurs

### Moyens métrages
- 1999 : Grands comme tous les hommes

### Longs métrages
- 2008 : Tout est parfait
- 2015 : Noir (NWA) (en)

### Reportages et séries télévisées
- 1997 - 1998 : La Course destination monde
- 1998 - 1999 : Bons baisers d'Amérique
- 1999 : Taxi pour l'Amérique
- 2001 : Mission Zed
- 2002 : Bande à part
- 2016 : Blue Moon
- 2021 : L'Homme qui aimait trop

## Distinctions

### Récompenses
- Première position, Course destination monde (1997-1998)
- Prix Qualité de l'image, Course destination monde (1997-1998)
- Prix Claude Jutra du meilleur premier long métrage dramatique canadien, Génies Awards 2009
- Grand Prix, Créa 2011
- Prix du meilleur réalisateur publicitaire, Créa 2010
- Prix de la meilleure campagne et meilleur réalisateur publicitaire, Créa 2009
- Prix du meilleur réalisateur publicitaire, Créa 2006